# 吉米·科萬
吉米·科萬（英語：Jimmy Cowan；1982年3月6日—）是一位新西蘭橄欖球運動員。他是新西蘭國家橄欖球隊的一員，代表新西蘭參加了2011年世界盃橄欖球賽。